# بازیاب
بازیاب، روستایی است از توابع شهرستان خور و بیابانک در استان اصفهان ایران.

## جمعیت
این روستا در دهستان نخلستان قرار داشته و براساس سرشماری سال ۱۳۸۵جمعیت آن ۴۳نفر (۱۶ خانوار) بوده است.

## تاریخچه
این نام روستایی است کوچک اما در میان دره و دارای زیبایی منحصربه‌فرد این روستا از چند قسمت تشکیل شده به نام‌های بشکفت. پاپاشی. بیخ دره و … این روستا در ایران استان اصفهان و در حوضه شهرستان نایین قرار دارد. تعداد خانوار ساکن در این روستا بسیار اندک بوده و آنان نیز از اهالی روستاهای مجاور می‌باشد.
از دلایل مهم مهاجرت دیگر روستاه‌ها به این روستا مانند ایراج. حسین‌آباد و هفتومان و … به این روستا: آب و هوایی منحصربه‌فرد حاصلخیزی خاک روستا موقعیت بسیار مهم از لحاظ حجم آبی زیاد و در دل دره بودنش می‌باشد که موقعیت جالبی دارد.
این روستا در قدیم همان پاپاشی نام داشته است. از بزگان قدیم این روستا قربانعلی مسعود می‌توان نام برد وی برای آبادانی این روستا تلاش‌ها و زحمات بسیاری کشیده است.
از جمله رسیدگی‌های جهاد کشاورزی و جهاد سازندگی در این روستا و دولت محترم می‌توان احداث لوله‌کشی آب داخل روستا. خطوط انتقال برق مخابرات و دکل‌های مخابراتی و تلویزیونی و رادیویی می‌باشد.
در چند سال اخیر به دلیل آب گوارا و فراوان روستا با استفاده از خطوط لوله‌کشی به شهرستان خور انتقال داده‌اند و ماشین‌های کامیون حمل آب نیز برای انتقال آب این روستا به معادن اطراف از ین آب استفاده می‌نمایند.
در سالهای اخیر دو عدد سد در موقعیت‌های مناسب در این روستا احداث گردیده که در سیستم آبی این روستا و روستاهای هم جوار تأثیر بسزایی گذاشته است.

## محصولات
محصولات باغی این روستا انار. آلو. سیب. گلابی. زردآلو. هلو. گردو توت سیاه و سفید و غیره… است
و محصولات زراعی آن گندم. جو. لوبیا. عدس. کنجد و غیره … است.

## اقتصاد
اهالی روستا به کار کشاورزی و دیگر مشاغل روستا دامداری و کار در معادن اطراف می‌باشد.
جمع‌آوری گیاهان کوهی نیز در کنار امور دیگر به آنان کمک می‌کند.
سیستم آبیاری مزارع از طریق چند استخر آب و جوی‌های سیمانی است.

## جغرافیا
کوه‌های اطراف این روستا بشدت مورد حفاظت محیط زیست می‌باشد که دلیل آن وجود صیادان و صید بی‌رویه در این منطقه بسیار زیباست.
جانوران وحشی در این روستا عبارتند از یوز گرگ شغال و پرندگانی چون باز عقاب و زاغ کلاغ
بز کویی آهو بره و کبک و طیهو از حیواناتی است که محافظت شده‌اند